# Bérces Viktor
Bérces Viktor (Budapest, 1983. szeptember 8. –) magyar büntetőjogász, egyetemi docens, a Kúria főtanácsadója, az M1 híradó állandó jogi szakértője.
A jogászi pálya mellett hivatásos jazz-zongorista, zeneszerző, a róla elnevezett Vick Bercy Trio (2021-) vezetője. A székesfehérvári Vörösmarty Színház egykori gyerekszínésze (1995 – 1999).

## Életpályája
Martonvásáron nevelkedett, édesapja dr. Bérces László ügyvéd, egyetemi tanár, az MLSZ Fegyelmi Felügyelő Testületének elnöke, édesanyja Reisz Gabriella pedagógus, felesége Bérces-Spergel Karolina állami főtanácsos. A székesfehérvári Ciszterci Szent István Gimnáziumban érettségizett 2002-ben, majd az ELTE Állam- és Jogtudományi Karán diplomázott 2007-ben. Tudományos fokozatát (PhD) a PPKE Jog-és Államtudományi Karán szerezte meg 2012-ben. „A védői szerepkör értelmezésének kérdései – különös tekintettel a büntetőbíróság előtti eljárásokra” c. értekezésével. Eddig 7 tankönyve és 130 publikációja jelent meg magyar, angol és német nyelven, az egyik leggyakrabban idézett szerző a magyar büntetőjog-tudomány területén.[forrás?]
2014 és 2016 között, valamint 2022 március 1-től a Kúria Büntető Kollégiumának főtanácsadója, valamint 2020 február 1-től a PPKE-JÁK Büntető Anyagi, Eljárási és Végrehajtási Jogi Tanszékének, valamint Polgári Eljárásjogi Tanszékének docense, a büntetőeljárási jog c. kurzus tárgyfelelőse. Az M1 híradó állandó jogi szakértője.
A kilencvenes évek második felében (1995-1999) a székesfehérvári Vörösmarty Színház gyerekszínésze volt (Légy Jó Mindhalálig - Böszörményi; Pál Utcai Fiúk - Geréb; A Dzsungel Könyve).
Emellett a mai napig hivatásos zongorista és zeneszerző. A zene 5 éves kora óta érdekelte, először hegedülni, majd zongorázni tanult. 1998-tól kezdődően folyamatosan jelen van a zenei életben, a hazai popzenei paletta valamennyi ismert előadójával dolgozott (Komár László, Kovács Kati, Balázs Fecó, Charlie, Somló Tamás, Karácsony János, Tátrai Tibor, Szulák Andrea, Király Linda, stb.).
2007-óta folyamatosan együtt játszik Tóth Verával, a Megasztár 1. szériájának győztesével, valamint tagja a "Sister Act" elnevezésű produkciónak, amelyben Tóth Vera és Tóth Gabi közösen lépnek fel.
2020-ban meghívást kapott Heincz Gábor "Bigától" a "Csókkirály" címet viselő zenés show-műsorba, amelyben az egykori Hungária zenekar slágereit dolgozzák fel ismert előadók társaságában.
2021-ben megalapította saját jazz trióját Vick Bercy Trio néven, amellyel a saját kompozícióit adják elő Magyarországon és külföldön.
A jazzma.hu internetes portálon 2022-ben az olvasói szavazatok alapján az év legjobb hazai jazz-zongoristájának választották.

### Színészi munkák (Székesfehérvár, Vörösmarty Színház)
- Légy jó Mindhalálig – Böszörményi (1995-1997, rendező: Pinczés István)
- Dzsungel Könyve (1997 – 1998, rendező: Horváth Péter)
- Pál Utcai Fiúk – Geréb (1998 – 1999, rendező: Varsányi Anikó)

### Rádiós munkák
- Műsorvezető, zenei szerkesztő: Fezen Rádió (2012 - 2014)
- Állandó jogi szakértő: Vörösmarty Rádió, Magyar Katolikus Rádió

### Zenekarok
- Menthol (1995 – 1999)
- Komár László & a Sárga Taxi (1999 – 2002)
- The Passage (2004 – 2006)
- Zselenszky (2006 – 2009)
- The Flippers (2009 – 2015)
- Abrakazabra (2015 – 2017)
- Tóth Vera Quartett (2017 -)
- Karácsony János Quartett (2019 -)
- Balázs Fecó Group (2014 - 2020)
- Vick Bercy Trio (2021-)

### Session-munkák
- Tóth Gabi
- Király Linda
- Király Viktor
- Kovács Kati
- Fenyő Miklós
- Charlie
- Somló Tamás
- Szulák Andrea
- Csonka András
- Vastag Csaba
- Vastag Tamás
- Radics Gigi
- Éliás Gyula
- Kökény Attila
- Heincz Gábor ("Biga")
- Tátrai Tibor
- Falusi Mariann
- Eleven Hold

## Jogi szakkönyvek
Bérces Viktor - Domokos Andrea - Papp Petra: Jogesetek a büntetőjog köréből. Budapest, Patrocínium, 2022.
Bérces Viktor: A büntetőeljárás reformja és a bizonyítás alapkérdései. Budapest, Eötvös Kiadó, 2021.
Bérces László - Bérces Viktor: Ügyvédi jog és ügyvitel. Budapest, Pázmány Press, 2020.
Bérces László - Bérces Viktor: Közjegyzői jog és ügyvitel. Budapest, Pázmány Press, 2020.
Bérces László - Bérces Viktor: Bírósági ügyvitel. Budapest, Pázmány Press, 2020.
Bérces Viktor - Domokos Andrea: Gondolatok a kriminológia tudományából. Budapest, Patrocínium, 2020.
Bérces Viktor: A védői szerepkör értelmezésének kérdései - különös tekintettel a büntetőbíróság előtti eljárásokra. Budapest, Pázmány Press, 2014.
Mtmt adatbázis: Bérces Viktor (büntetőjog, polgári eljárásjog)

## Egyéb tisztségek
- az MTA Büntetés-végrehajtási Jogi Albizottságának tagja (2016-)
- a PPKE-JÁK Diplomavédési Bizottságának tagja (2014 -)
- a PPKE-JÁK Záróvizsgabizottsági tagja (2014 -)
- az Ügyészségi Szemle Szerkesztőbizottságának tagja (2019-)